# 拉布迪尼耶尔圣卢
拉布迪尼耶尔圣卢（法語：La Bourdinière-Saint-Loup，法語發音：[la buʁdinjɛʁ sɛ̃ lu]）是法国厄尔-卢瓦省的一个市镇，属于沙特尔区。

## 地理
拉布迪尼耶尔圣卢（48°19'6"N, 1°24'41"E）面积20.16 平方千米，位于法国中央-卢瓦尔河谷大区厄尔-卢瓦省，该省份为法国北部内陆省份，北起顺时针与厄尔省、伊夫林省、埃松省、卢瓦雷省、卢瓦-谢尔省、萨尔特省和奧恩省接壤。
与拉布迪尼耶尔圣卢接壤的市镇（或旧市镇、城区）包括：米尼耶尔、博斯地区维特赖、弗雷奈勒孔特。

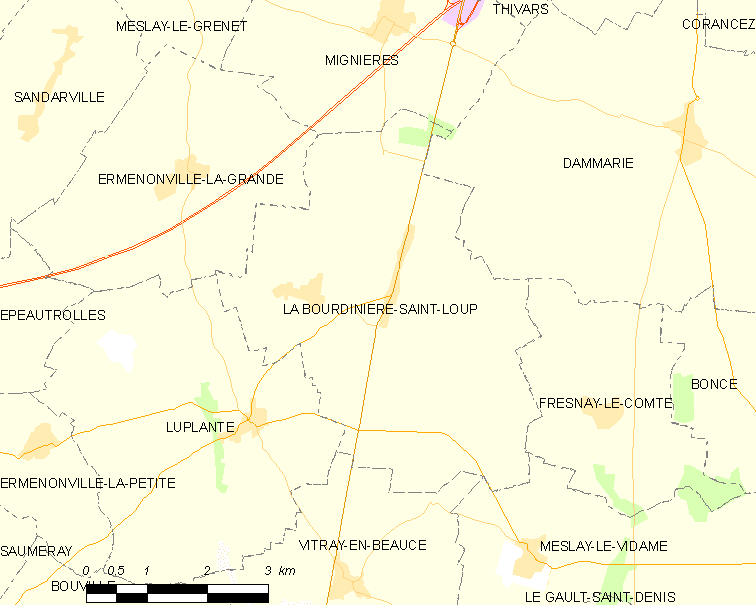
拉布迪尼耶尔圣卢的OSM定位图

拉布迪尼耶尔圣卢的时区为UTC+01:00、UTC+02:00（夏令时）。

## 行政
拉布迪尼耶尔圣卢的邮政编码为28360，INSEE市镇编码为28048。

## 政治
拉布迪尼耶尔圣卢所属的省级选区为沙特尔第二县。

## 人口

1962-2008年间拉布迪尼耶尔圣卢人口变化图示

拉布迪尼耶尔圣卢于2022年1月1日时的人口数量为751人。